# Victor Bourret
Pour les articles homonymes, voir Bourret.
Victor Bourret est un général d'armée français, né le 22 novembre 1877 à Bastia (Corse) et mort le 6 août 1949 à Cérans-Foulletourte (Sarthe). Il a été le chef de la 5e armée française lors de la Bataille de France en 1940.

## Biographie
Général français né à Bastia le 22 novembre 1877.
Il s’engage comme volontaire en 1895, puis est élève à l'École de l'infanterie de Saint-Maixent-l'École en 1900, puis à l’école supérieure de Guerre dépendant de l'École militaire en 1913. Il participe à la Première Guerre mondiale dans différents états-majors.
Après la Grande guerre, il occupe divers postes à la tête d’unités d’infanterie ou au ministère de la Guerre, dont il est à deux reprises chef de cabinet, d'octobre 1932 à février 1934 et de juin 1936 à juillet 1937. Il est nommé général de brigade en 1932, général de division en 1935 et général de corps d’armée en 1936, il commande la région militaire de Paris de juillet 1937 à mars 1939 et entre au conseil supérieur de la Guerre, puis il est nommé inspecteur général de la gendarmerie et de la garde mobile.
À la mobilisation, il prend le commandement de la V° armée en Basse-Alsace. Il a entre autres sous ses ordres le colonel Charles de Gaulle, commandant les chars de cette armée.
Lors de la campagne de France, le général Charles-Marie Condé prend le commandant de la 5e armée à partir du 17 juin, le général Bourret étant placé en réserve de commandement. Durant la retraite de la 5e armée française, c'est au fort de Girancourt, près d'Épinal, qu'il se rend. Il est alors fait prisonnier le 25 juin 1940 à Gérardmer (Vosges) et passe cinq ans en captivité à la Forteresse de Königstein en Allemagne, d'où il est libéré le 9 mai 1945. Le 12 mai, il est de retour en France.
Le général Bourret a rédigé un opuscule consacré à la Deuxième guerre mondiale : "La tragédie de l'armée française, mai-juin 1940", La Table ronde, Paris 1947.